# Lily Iñiguez
María Eleonora Íñiguez Matte, más conocida como Lily Íñiguez (París, Francia, 19 de marzo de 1902 - Davos, Suiza, 8 de septiembre de 1926), fue una poeta chilena.

## Biografía
Hija de la escultora Rebeca Matte Bello y del diplomático Pedro Íñiguez Larraín, sobrina de Inés Echeverría y descendiente de Andrés Bello. Creció en el seno de una familia de la alta burguesía chilena, entre objetos y gustos refinados, disfrutando con holgura de muchos viajes y pasando gran parte de su vida en París. "Buena, linda e inteligente, se fue en su hora, y dejó a sus padres la imagen del dolor. Era radiante. Tenía la esbeltez de la familia Larraín Alcalde: elevada estatura, piel de mora y ojos expresivos. Su alma tenía más de los Bello, y el sino".
Fruto de su inclinación hacia la escritura, Lily Íñiguez dejó varios poemas de su autoría y un diario de vida que escribió desde abril de 1913, cuando tenía once años, hasta agosto de 1926, el mismo año en que murió afectada por una tuberculosis. Sin embargo, Lily nunca publicó un libro durante su vida: fue su familia la responsable de dar a conocer su obra.
"Al parecer, los poemas nunca fueron traducidos al castellano. Sólo se han conservado tres versiones originales en francés, que llevan por título Brève Chanson, con prólogo de Inés Echeverría [...]. Dos de ellas fueron publicadas en hermosa edición en la misma época, hacia 1927 (tampoco aquí se indica el año), en Milán, bajo la atenta mirada de Rebeca. Son muy similares y sólo se distinguen porque una lleva el prólogo en castellano y la otra en francés. Existe también una última versión publicada en París en 1930, que probablemente estuvo supervisada por Pedro F. Íñiguez y que lleva el prólogo de Inés en francés. Es una edición más sencilla y de formato más pequeño".
A diferencia de sus poemas, que están íntegramente escritos en francés, su diario intercala párrafos en italiano e inglés y algunas frases en alemán. La versión original la supervisó Rebeca Matte y fue publicada bajo el título Pages d'un journal, probablemente hacia 1928 en Santiago de Chile. En 1954 la Editorial del Pacífico publicó una versión en español bastante fragmentaria del diario, en la que se omiten los poemas que ella había incluido inicialmente allí, con un prólogo de Joaquín Edwards Bello.